# Тобольские
 Тобольские  — деревня в Орловском районе Кировской области. Входит в состав Орловского сельского поселения.

## География
Расположена на расстоянии примерно 12 км по прямой на север от райцентра города Орлова.

## История
Известна с 1678 года как починок Ердяковской с 2 дворами, в 1763 здесь было 36 жителей, в 1802 6 дворов.
В 1873 году здесь (Ердяковской или Тобольские) дворов 10 и жителей 80, в 1905 15 и 91, в 1926 (Тобольские или Ердяковский) 21 и 105, в 1950 (Тобольские) 12 и 42, в 1989 2 жителя. С 2006 по 2011 год входила в состав Колковского сельского поселения.

## Население
Постоянное население составляло 6 человек (русские 100%) в 2002 году, 2 в 2010.